# 원외
원외(袁隗, ? ~ 190년 음력 3월)는 후한 말의 정치인이다. 자는 차양(次陽)이며 예주 여남군 여양현(汝陽縣) 사람이다. 태위 원탕의 아들이자 사공 원봉의 동생이다.

## 생애
젊을 때부터 남양태수 등의 관직을 역임하였다. 영제 즉위 초기에 구경(九卿)에 이르렀으며, 형 원봉보다 먼저 삼공(三公)의 지위에 이르렀다. 삼공 중 사도에 두 번 취임하였으며, 후에 상공(上公)인 태부(太傅)가 되어 도향후(都鄕侯)에 봉해졌다. 원외는 원봉과 함께 조카 원소를 기대하였는데, 그 결과 원소는 성인이 되기도 전에 낭중(郞中)에 임명되었다.
원씨는 환관들과 가까웠는데, 《영웅기(英雄記)》에 따르면 젊은 원소가 당인들과 친하게 지내고 벼슬을 사양하여 환관들의 미움을 받자, 가문을 멸망이시킬 작정이냐고 크게 꾸짖었다고 한다. 이로 인해 원소가 마침내 벼슬에 응했다. 하지만 《후한서(後漢書)》에서는 원소가 원외의 말을 듣고도 행실을 고치지 않았다고 하여 어느 것이 옳은지 알 수 없다.
사도가 된 후, 원외는 대장군 하진과 함께 당고의 금에 연루된 사람들을 적극적으로 중앙으로 복귀시켰다. 한때 실각하였으나, 소제가 즉위한 후 후장군(後將軍)에 이어 태부에 임명되었다.
곧바로 소제의 폐위 문제가 대두되었으며, 동탁과 원소는 대립하여 원소는 떠났으나, 원외는 낙양에 남아있었다. 이듬해 반동탁연합이 결성되자, 맹주 원소의 숙부라는 점으로 인하여 동탁은 원외를 죽였으며 삼족을 멸하였다.(190년 3월 11일)
원외에게는 문하생과 그를 섬긴 관리가 많았는데, 이들이 원외의 시신을 빼앗으려 하자 동탁은 시신을 숨겼다. 훗날 동탁이 주살되자, 원외의 문하생괴 옛 관리들은 동탁의 시신을 훼손한 후 땅에 묻었다.
원외에게는 원만래(袁滿來) · 원의달(袁懿達) · 원인달(袁仁達)이라는 세 명의 아들이 있었는데, 원만래는 영제 말기에 15세의 나이로 병사하였다. 사료에 따라 동탁이 원외의 삼자(三子)를 멸하였다고 적혀있는데 이는 삼족(三族)을 잘못 쓴 것일 가능성이 높다.

## 가계

### 관련 인물
원기　원담　원매　원봉　원상　원성　원소

원술　원안　원요　원유　원윤　원평　원희
| 전임 교현 | 후한의 대홍려 ? ~ 172년 음력 12월 | 후임 유합 |

| 전임 허허 | 제46대 후한의 사도 172년 음력 12월 ~ 176년 음력 10월 | 후임 양사 |

| 전임 진탐 | 후한의 태상 ? ~ 182년 음력 4월 | 후임 양사 |

| 전임 진탐 | 제52대 후한의 사도 182년 음력 4월 ~ 185년 음력 2월 | 후임 최열 |

| 전임 호광 | 후한의 태부 189년 음력 4월 ~ 190년 음력 3월 무오일 | 후임 유우 |